# Камар (кратер)
Камар (лат. и англ. Kamar) — 20-километровый ударный кратер на Энцеладе, спутнике Сатурна. Координаты центра — 40°37′ ю. ш. 32°15′ з. д. / 40,62° ю. ш. 32,25° з. д. Внутреннюю часть кратера занимает небольшая куполообразная возвышенность, возникшая вследствие релаксации поверхности после удара.
Этот кратер был обнаружен на снимках космического аппарата «Кассини-Гюйгенс». Назван в честь Камара аль-Акмара — персонажа сборника народных сказок «Тысяча и одна ночь» (сын персидского царя в «Рассказе о коне из чёрного дерева» или «О волшебном коне»). Это название было утверждено Международным астрономическим союзом в 2009 году.
По имени этого кратера назван вмещающий его лист карты Энцелада — Se-11 Kamar.